# Octoknema klaineana
Octoknema klaineana är en tvåhjärtbladig växtart som beskrevs av Jean Baptiste Louis Pierre. Octoknema klaineana ingår i släktet Octoknema och familjen Octoknemaceae. Inga underarter finns listade i Catalogue of Life.